# Maksymilian Goldstein
Maksymilian Goldstein (ur. 1880, zm. 1942) – polski bankowiec, znawca ekslibrisów, pomysłodawca i założyciel Muzeum Żydowskiego we Lwowie, kolekcjoner judaików, posiadacz zbioru numizmatycznego.

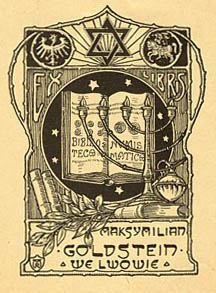
Ekslibris Maksymiliana Goldsteina autorstwa Rudolfa Mękickiego

Pracował w domach bankowych Stroha, Sokala, Liliena oraz w lwowskich oddziałach Austriackiego Zakładu Kredytowego i Banku Dyskontowego Warszawskiego. W 1913 roku w „Gazecie Lwowskiej” opublikował rozprawę o ekslibrisach. W 1935 roku wraz z Karolem Dresdnerem wydał książkę Kultura i sztuka ludu żydowskiego na ziemiach polskich. Zbiory Maksymiliana Goldsteina, stanowiącą usystematyzowany opis zgromadzonych przez niego judaików, w tym ubiorów, druków, dzieł plastycznych i obiektów kultu.
Posiadał bogaty, liczący kilka tysięcy egzemplarzy zbiór ekslibrisów, w tym ekslibrisy, które wykonał dla jego kolekcji eroiców Bruno Schulz. Posiadał też własny egzemplarz Xięgi bałwochwalczej tego autora.
Zginął zabity przez Niemców w czasie okupacji.